# Nordin Bakker
Nordin Bakker (Oostknollendam, 31 oktober 1997) is een Nederlands voetballer die speelt als doelman. Hij verruilde Almere City in de zomer van 2025 voor sc Heerenveen.

## Loopbaan

### FC Volendam
Bakker verruilde voorafgaand aan het seizoen 2018/19 de amateurs van Fortuna Wormerveer voor FC Volendam. Hier werd hij in eerste instantie derde doelman, achter Jordi van Stappershoef en Mitchel Michaelis.
Bakker maakte zijn debuut in de met 2–1 verloren thuiswedstrijd tegen FC Twente; hij kwam na zeven minuten spelen in het veld voor de geblesseerde Mitchel Michaelis. Door het vertrek van Van Stappershoef naar Bristol Rovers en een blessure van Michaelis, werd Bakker in het seizoen 2019/20 eerste doelman. Hij miste geen enkele wedstrijd. Het volgende seizoen had hij een strijd om de plaats onder de lat met Joey Roggeveen, die uiteindelijk één wedstrijd minder zou spelen dan Bakker. Aan het einde van het seizoen besloot FC Volendam de aflopende contracten van beide doelmannen niet te verlengen.

### Almere City
Na een buitenlands avontuur bij Beroe Stara Zagora in Bulgarije tekende Bakker in januari 2022 bij Eerstedivisionist Almere City. Hier werd hij eerste doelman. In het seizoen 2022/23 wist Bakker zich met Almere te plaatsen voor de play-offs, waarin hij van grote waarde was. Zo stopte hij in de halve finale tegen VVV-Venlo drie strafschoppen in de strafschoppenserie waardoor Almere doorging naar de finale. In de finale, waarin Bakker wederom met een aantal reddingen belangrijk was, werd FC Emmen over twee wedstrijden verslagen. Hierdoor promoveerde Bakker met Almere naar de Eredivsie.
Almere City hield het uiteindelijk twee seizoenen vol in de Eredivisie en degradeerde medio 2025. Na afloop van dat seizoen werd het aflopende contract van doelman Bakker niet verlengd, ondanks dat hij alle wedstrijden had gekeept. Hij ging op zoek naar een nieuwe uitdaging.

### SC Heerenveen
In augustus 2025 tekende Bakker transfervrij voor twee seizoenen bij Sc Heerenveen, waar hij de concurrentiestrijd aanging met Andries Noppert en Bernt Klaverboer.

## Clubstatistieken
| Seizoen | Club               | Competitie     | Competitie | Competitie | Beker | Beker | Overig | Overig | Totaal | Totaal |
| Seizoen | Club               | Competitie     | Wed.       | Dlp.       | Wed.  | Dlp.  | Dlp.   | Dlp.   | Wed.   | Dlp.   |
| ------- | ------------------ | -------------- | ---------- | ---------- | ----- | ----- | ------ | ------ | ------ | ------ |
| 2018/19 | Jong FC Volendam   | Derde Divisie  | 17         | 0          | –     | –     | –      | –      | 17     | 0      |
| 2018/19 | FC Volendam        | Eerste Divisie | 5          | 0          | 0     | 0     | –      | –      | 5      | 0      |
| 2019/20 | FC Volendam        | Eerste Divisie | 29         | 0          | 1     | 0     | –      | –      | 30     | 0      |
| 2020/21 | FC Volendam        | Eerste Divisie | 19         | 0          | 1     | 0     | –      | –      | 20     | 0      |
| 2021/22 | Beroe Stara Zagora | Parva Liga     | 8          | 0          | 0     | 0     | –      | –      | 8      | 0      |
| 2021/22 | Almere City        | Eerste Divisie | 15         | 0          | 0     | 0     | –      | –      | 15     | 0      |
| 2022/23 | Almere City        | Eerste Divisie | 36         | 0          | 2     | 0     | 6      | 0      | 44     | 0      |
| 2023/24 | Almere City        | Eredivisie     | 29         | 0          | 1     | 0     | –      | –      | 30     | 0      |
| 2024/25 | Almere City        | Eredivisie     | 34         | 0          | 1     | 0     | –      | –      | 35     | 0      |
| 2025/26 | Sc Heerenveen      | Eredivisie     | 0          | 0          | 0     | 0     | 0      | 0      | 0      | 0      |
| Totaal  | Totaal             | Totaal         | 192        | 0          | 6     | 0     | 6      | 0      | 204    | 0      |

## Erelijst
| Competitie                                          |                  |                  |                  |                  |
| Competitie                                          | Aantal           | Jaar             |                  |                  |
| Jong FC Volendam                                    | Jong FC Volendam | Jong FC Volendam | Jong FC Volendam | Jong FC Volendam |
| --------------------------------------------------- | ---------------- | ---------------- | ---------------- | ---------------- |
| Derde divisie Zondag                                | 1                | 2018/19          |                  |                  |
| Almere City                                         |                  |                  |                  |                  |
| Promotie naar Eredivisie via nacompetitie/play-offs | 1                | 2022/23          |                  |                  |